# موريس أبراهامز
موريس أبراهامز (بالإنجليزية: Maurice Abrahams)‏ هو ملحن وكاتب أغاني أمريكي، ولد في 18 مارس 1883 في أوديسا في أوكرانيا، وتوفي في 13 أبريل 1931 في نيويورك في الولايات المتحدة.

## وصلات خارجية
- موريس أبراهامز على موقع IMDb (الإنجليزية)
- موريس أبراهامز على موقع ميوزك برينز (الإنجليزية)